# الفانساو
الفانساو (به لاتین: Alfonsowo) یک منطقهٔ مسکونی در لهستان است که در Gmina Jasieniec واقع شده‌است.

## خصوصیات
الفانساو ۴۰ نفر جمعیت دارد.